# Седьмое небо (фильм, 1971)
«Седьмое небо» — художественный фильм киностудии «Мосфильм», снятый в 1971 году, премьера состоялась 20 марта 1972 года.

## Сюжет
Москвичка Ксана Георгиевна встречается со своим начальником. К нему в гости приезжает старый знакомый, но он не хочет видеться с ним, и просит Ксану Георгиевну встретить его. Иван Мазаев, шахтопроходчик, с первого взгляда влюбляется в неё и приглашает в знаменитый ресторан «Седьмое небо». После этой встречи Ксана сожалеет, что отказала ему в его просьбе, и едет за ним в южный город.

## В ролях
- Николай Рыбников — Иван Сергеевич Мазаев
- Алла Ларионова — Ксана Георгиевна
- Олег Жаков — Виктор Леопольдович
- Леонид Куравлёв — Евсеев
- Олеся Иванова
- Рита Гладунко
- Ольга Сошникова
- Станислав Бородокин
- Николай Граббе
- Нуржуман Ихтымбаев
- Николай Сморчков
- Евгений Шутов — эпизод, посетитель с боязнью высоты

## Съёмочная группа
- Режиссёр: Эдуард Бочаров
- Сценаристы: Анатолий Галиев, Михаил Маклярский, Эдуард Бочаров
- Художник: Ирина Шретер
- Оператор: Тимофей Лебешев
- Композитор: Андрей Эшпай

## Награды
- 1972 — Приз газеты «Социалистическая индустрия» Николаю Рыбникову на 2 Международном кинофестивале фильмов на рабочую тему в Горьком